# GHE Nr. 20
Die Lokomotive GHE 20 war eine Tenderlokomotive der Gernrode-Harzgeroder Eisenbahn-Gesellschaft (GHE) mit der Achsfolge D.
1914 kaufte die GHE die Lokomotive von der AG Ruhr-Lippe-Kleinbahnen (RLK) als Ersatz für die an die Heeresfeldbahn abgegebenen Mallet-Lokomotiven Anhalt, Braunschweig und Preußen (HK 116–118). Diese waren 1905 beschafft worden, da die dreifach gekuppelten Lokomotiven Selke, Gernrode, Harzgerode, Güntersberge, Alexisbad und Hasselfelde den betrieblichen Bedürfnissen nicht mehr genügten.
Die Nr. 20 besaß einen Außenrahmen und Klien-Lindner-Hohlachsen. Sie verfügte eine hohe Zugkraft, die Laufeigenschaften waren allerdings bescheiden. Die GHE setzte die von den Personalen „Bulle“ genannte Lokomotive vor allem für Güterzüge ein.
1946 demontierte die Sowjetische Militäradministration in Deutschland (SMAD) einen Großteil der GHE-Strecke und fuhr fünf der sechs Dreikuppler (lediglich die Gernrode (ab 1949: DR 99 5811) verblieb bei der GHE), die Nr. 20 und die 1928 gebauten Lokomotiven Nr. 21 und 22 als Reparationsleistung in die UdSSR ab.
| Bahnnummer | Hersteller | Baujahr | Fabriknummer |
| ---------- | ---------- | ------- | ------------ |
| 20         | O & K      | 1910    | 3.826        |